# Dobrovolný svazek obcí Mikroregion Horňácko
Dobrovolný svazek obcí Mikroregion Horňácko je svazek obcí v okresu Hodonín, jeho sídlem je Velká nad Veličkou a jeho cílem je regionální rozvoj obecně. Sdružuje celkem 10 obcí a byl založen v roce 2001.

## Obce sdružené v mikroregionu
- Hrubá Vrbka
- Javorník
- Kuželov
- Lipov
- Louka
- Malá Vrbka
- Nová Lhota
- Suchov
- Tasov
- Velká nad Veličkou